# Emblema nacional do Uzbequistão

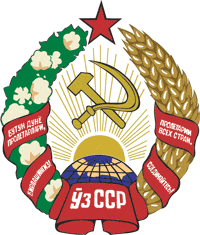
Antigo emblema da RSS do Uzbequistão

O emblema nacional do Uzbequistão foi aprovado em 2 de janeiro de 1992. É parecido com o emblema da anterior do República Socialista Soviética Uzbeque. À semelhança de outras pós-repúblicas soviéticas não anteriores à Revolução de Outubro, o actual emblema conserva alguns componentes da União Soviética.
O emblema é em forma de um círculo suportando uma faixa com as cores nacionais: azul, branco e verde. À esquerda existe uma planta de algodão e à direita, trigo, ladeando assim o emblema. O algodão e o trigo são os dois principais produtos agrícolas do país. É encimada pela estrela Rub El Hizb (۞), um símbolo do Islão, à qual a maioria dos uzbeques professa. No meio, uma khumo, símbolo da alegria e do amor de liberdade, batendo as asas. No fundo, uma vista áerea do Uzbequistão. O aumento do sol sobre as montanhas com os seus raios de sol, rodeia-o fora da imagem. Os dois rios por detrás da ave, levando à montanha, simbolizam o Amu Darya e Syr Darya.